# Poitiers

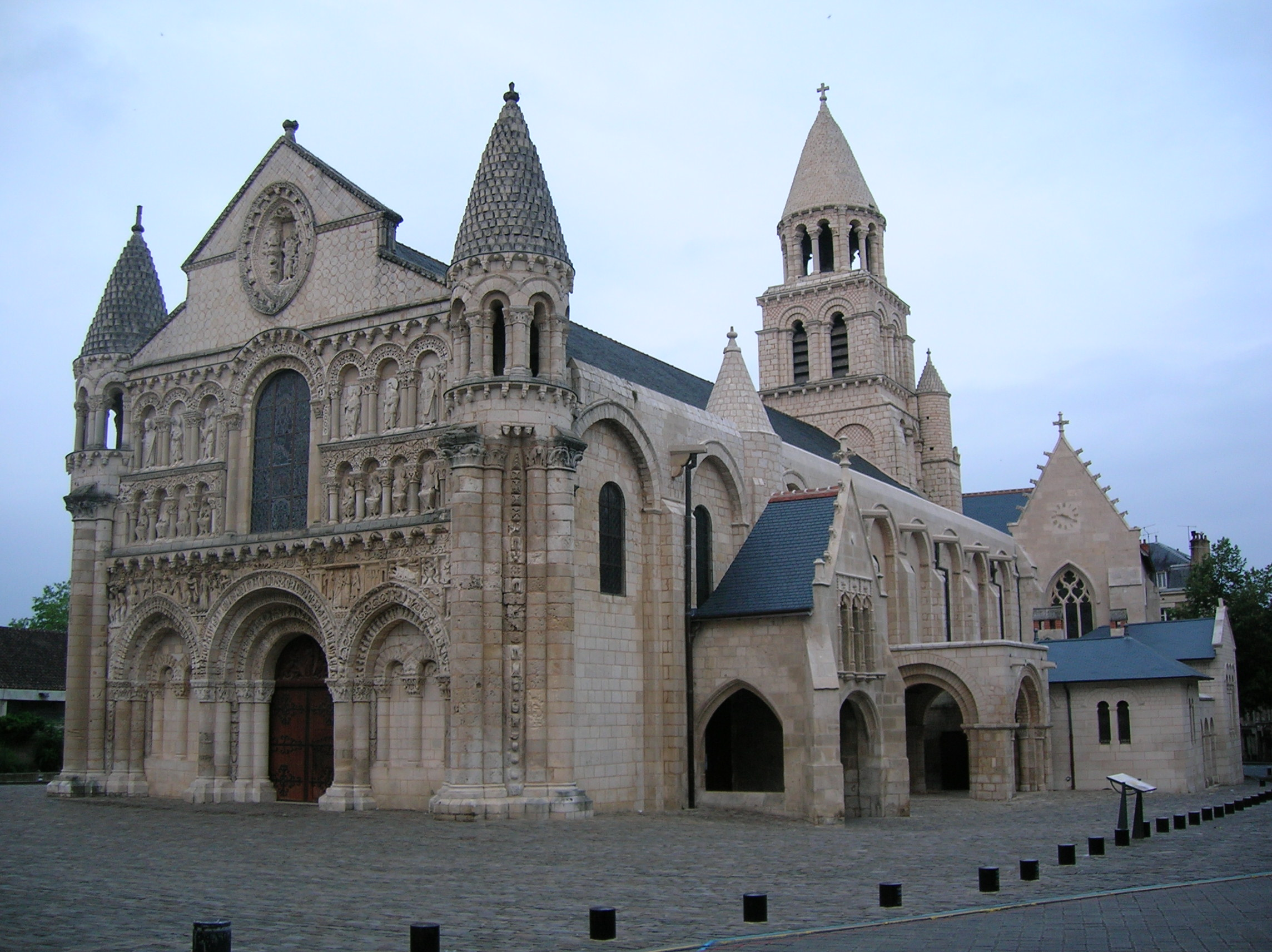
Kościół Notre-Dame la Grande w Poitiers

Poitiers (wymowaⓘ) – miejscowość i gmina we Francji, prefektura departamentu Vienne, położona nad dopływem Loary, rzeką Clain. Miasto jest historyczną stolicą krainy Poitou.
Według danych na rok 1999 gminę zamieszkiwały 83 400 osób, a gęstość zaludnienia wynosiła 1874 osób/km² (wśród 1467 gmin dawnego regionu Poitou-Charentes Poitiers plasuje się na 1. miejscu pod względem liczby ludności, natomiast pod względem powierzchni na miejscu 65.).
W mieście znajduje się stacja kolejowa Gare de Poitiers.

## Historia
Miasto jest historyczną stolicą Poitou.
Miejsce trzech wielkich bitew:
- bitwa pod Vouillé nieopodal Poitiers (507) – król Franków salickich, Chlodwig I z dynastii Merowingów, pobił wojska wizygockiego króla Alaryka II. W wyniku zwycięstwa Frankowie zdobyli Akwitanię na niekorzyść Wizygotów. Alaryk II poległ w tej bitwie, przez co wizygocka dynastia Baltów na nim wygasła.
- bitwa pod Poitiers (732) – we wczesnym średniowieczu majordom na dworze króla Teuderyka IV, Karol Młot (przydomek Młot otrzymał po bitwie) pobił wojska arabskie 17 października 732 r. Zwycięstwo uzyskane zostało głównie dzięki użyciu ciężkozbrojnej kawalerii, jaką Karol zorganizował przez zastosowanie strzemienia, po raz pierwszy w dziejach Europy Zachodniej.
- bitwa pod Poitiers (1356) – w późnym średniowieczu w bitwie pod Poitiers, stoczonej 17–19 września 1356 r. w trakcie wojny stuletniej, rycerstwo francuskie zostało zdziesiątkowane przez łuczników walijskich, a król francuski Jan II Dobry dostał się do niewoli.

## Urodzeni w Poitiers
- Michel Foucault (1926-1984) – francuski filozof, historyk i socjolog
- Marie-France Garaud (1934) – francuska polityk i prawnik
- Jean-Pierre Thiollet (1956-) – francuski pisarz, eseista, publicysta i wpływowy krytyk literacki
- Hilary z Poitiers (około 315–367) – biskup, święty Kościoła katolickiego.

## Miasta partnerskie
- Northampton, Wielka Brytania
- Marburg, Niemcy
- Lafayette, USA
- Coimbra, Portugalia
- Jarosław, Rosja
- Jassy, Rumunia

## Nauka i kultura
Poitiers jest ważnym ośrodkiem kulturalno-naukowym. Znajdują się tu:
- Université de Poitiers
- École nationale supérieure d'ingénieurs de Poitiers (ENSIP)
- ESCEM